# Pikui
El Mont Pikui (ucraïnès: Піку́й) és una muntanya de 1.405 metres, punt més alt de l'Oblast de Lviv (Ucraïna) i que forma part dels Carpats.
Està situada a la frontera entre Lviv i les regions de Transcarpàcia. Forma part de la conca del Beskydy, i és part de la reserva nacional d'importància natural de "Pikui".El nom del cim probablement té un origen traci o il·liri.